# 林琳 (1958年)
林琳（1958年5月—），中华人民共和国政治人物、外交官。2004年，接替艾平担任中华人民共和国驻埃塞俄比亚大使。2005年，兼任中国驻非盟代表。2008年，由顾小杰接任。